# Poličnik
Poličnik falu és község Horvátországban Zára megyében.

## Fekvése
Zára központjától légvonalban13 km-re, közúton 16 km-re északkeletre, Dalmácia északi részén, Ravni kotar közepén fekszik. A községet délről Zára városa, nyugatról Nin és Ražanac, keletről Benkovac és Zemunik határolja.

## A község települései
Közigazgatásilag Briševo, Dračevac Ninski, Gornji Poličnik, Lovinac, Murvica, Murvica Gornja, Rupalj, Suhovare és Visočane települések tartoznak hozzá.

## Története
A régészeti leletek bizonysága szerint az ember már a korai kőkorszakban megtelepedett ezen a területen. Első ismert lakói az ókorban az illírek voltak, akiknek számos halomsírjuk található a határában. A római korból származik „Gradina” erődje, amely a zárai és nini lakosokat védte a barbár betörésekkel szemben. Hasonló céllal több erőd is állt a területen. A település neve szintén római eredetű, a „Polisanum” helynévből származik, melynek eredeti alakja „Polyxenum” volt. A római erődöket a középkorban érkező horvátok helyreállították. A velencei uralom idején zárai nemesi család a de Pecchiari, korábban Martinussi család birtoka volt, akik 1581-ig tudták megtartani, amikor a várat elfoglalta a török. A török uralom 1647-ig tartott, amikor a velenceiek átmenetileg visszafoglalták és az alatta fekvő falut felgyújtották, de rövidesen ismét török uralom alatt állt. A kandiai háborút lezáró béke (1669) után régi keresztény lakossága visszatért és felépítette Szent Lukács tiszteletére szentelt kápolnáját, amely a falu régi plébániatemploma volt. A 18. század végén Napóleon megszüntette a Velencei Köztársaságot. 1797 és 1805 között Habsburg uralom alá került, majd az egész Dalmáciával együtt az Első Francia Császárság része lett. 1815-ben a bécsi kongresszus újra Ausztriának adta, amely a Dalmát Királyság részeként Zárából igazgatta 1918-ig. 1857-ben 540, 1910-ben 685 lakosa volt. Ezt követően előbb a Szerb-Horvát-Szlovén Királyság, majd Jugoszlávia része lett. Társadalmi és gazdasági fejlődésére mindig erősen hatott az ezeréves nagyváros Zára közelsége. Lakó főként mezőgazdaságból és állattartásból éltek. Az infrastruktúra a minimális igényeket sem elégítette ki. Iskoláját és postáját is csak a két világháború között nyitották meg. Poličnik községet 1993. április 13-án alapították. Az új területi-közigazgatási rendszerben fejlődése felgyorsult, azóta sok pénzt fektettek a községrendezésbe és az infrastruktúra fejlesztésébe. Kulturális életén nagyot lendített a „Carza” kulturális és művészeti egyesület 2004-es megalapítása. 2006-ban Ivan Kevrić aki hosszú ideig volt a falu plébánosa kiadta a plébánia monográfiáját, amely nemcsak a plébánia történetét, de a templom történetét és leírását, papjait, népszokásait, a honvédő háború eseményeit is tartalmazza gazdag és színes képmelléklettel. A településnek 2011-ben 1035 lakosa volt.

## Lakosság
| Lakosság változása | Lakosság változása | Lakosság változása | Lakosság változása | Lakosság változása | Lakosság változása | Lakosság változása | Lakosság változása | Lakosság változása | Lakosság változása | Lakosság változása | Lakosság változása | Lakosság változása | Lakosság változása | Lakosság változása | Lakosság változása |
| ------------------ | ------------------ | ------------------ | ------------------ | ------------------ | ------------------ | ------------------ | ------------------ | ------------------ | ------------------ | ------------------ | ------------------ | ------------------ | ------------------ | ------------------ | ------------------ |
| 1857               | 1869               | 1880               | 1890               | 1900               | 1910               | 1921               | 1931               | 1948               | 1953               | 1961               | 1971               | 1981               | 1991               | 2001               | 2011               |
| 540                | 578                | 490                | 564                | 591                | 685                | 740                | 1.094              | 1.070              | 1.148              | 1.222              | 1.415              | 1.225              | 1.690              | 1.135              | 1.035              |

## Nevezetességei
- Szent Miklós tiszteletére szentelt plébániatemploma 1878-ban épült a rossz állapotú régi templom helyett. Az új impozáns romantikus stílusú templomot 1878. július 28-án szentelte fel Petar Maupas zárai érsek. A templom egyhajós épület sekrestyével, márvány főoltárral, melynek képén a Szűzanya gyermekével, Szent Miklóssal és Szent Ferenccel látható. A szembemiséző oltár kőből készült, ahogy a keresztelőmedence és a szenteltvíztartó is. A templomban Szent Miklós, Szent Lukács, Szent József és Keresztelő Szent János szobrai láthatók. Harangtornyában két harang található. Homlokzatát 2009-ben újították meg. A plébániaház 1850-ben épült, legutóbb 2005-ben újították fel.[3]
- Keresztelő Szent János tiszteletére szentelt temetőkápolnája a 14. században épült. 1388-ban még Szent Márton templomként említik. 1638-ban Visočane, Suhovare és Gladuše falvak is hozzá tartoztak. Belsejében egy kőoltár található.[3]